# Мистер и миссис Эндрюс
«Портрет четы Эндрюс» (англ. Mr and Mrs Andrews) — ранняя картина английского художника Томаса Гейнсборо, написанная около 1750 года. На ней изображены молодожёны Роберт и Фрэнсис Эндрюс на фоне своего обширного поместья.
Картина более двух столетий находилась в собственности семьи Эндрюс и была скрыта от глаз широкого зрителя. В 1960 году была приобретена Лондонской Национальной галереей и с тех пор представлена в постоянной экспозиции музея.

## Описание
Роберт и Фрэнсис Эндрюс связали себя узами брака 10 ноября 1748 года в Садбери, родном городе художника. Таким образом, нижняя датировка картины ограничена этой датой, но скорее всего полотно было создано годом или двумя позже, в течение которых Гейнсборо жил в Садбери по возвращении из Лондона и перед переездом в Ипсуич.
Молодой Эндрюс, которому на момент свадьбы было 22 года, принадлежал к классу нетитулованного мелкопоместного дворянства — джентри, а значит, имел стабильный доход от поместья, доставшегося ему от отца. Последний занимался колониальной торговлей и ссужал деньги (среди прочих, он был кредитором принца Уэльского), что помимо всего прочего позволило выучить сына в Оксфорде. Охотничий костюм, кремнёвое ружьё, собака, расслабленная и непринужденная поза Роберта Эндрюса подчеркивают его социальный статус, не обременяющий заботами о поисках средств к существованию. Семейство Фрэнсис Мери Картер, вышедшей замуж в возрасте 16 лет, занималось текстильным бизнесом, для успешного ведения которого были необходимы обширные пастбища. Изображённое на заднем плане картины поместье Обри с пасущимися на нём овцами принадлежало Картерам и, по всей видимости, было частью приданого Фрэнсис. Обри находилось по соседству с землями Эндрюс, и такое объединение поместий казалось заманчивой перспективой, многим способствовавшей заключению этого союза. Экономическая подоплёка английских браков вовсе не казалась предосудительной — скорее, она была нормой для того времени. В этой связи портрет четы Эндрюс может рассматриваться как своеобразный документ, фиксирующий факт заключения брака, а заодно и деловой сделки.
Миссис Эндрюс сидит на изящной рокайльной скамейке. На ней простое, но в то же время чрезвычайно элегантное бледно-голубое шёлковое платье на модных в 1740-х годах продолговатых фижмах. Поверх чепца надета популярная в то время соломенная шляпка-памела с подвёрнутыми — как это делали молочницы — полями (такая манера получила распространение в 1730-е годы, когда простой сельский стиль достиг особой популярности в среде джентри). Поза портретируемой соответствует всем нормам современного изобразительного этикета: прямая осанка, скрещённые ноги, свободно опущенные на колени руки.
Утверждённый в Англии ван Дейком канон соблюдён художником и в позе её супруга: он стоит, облокотившись на левую руку, в которой держит перчатку, правая, придерживая ружье, упирается в бок; ноги скрещены. Сатиновый сюртук небрежно застёгнут на одну пуговицу, на ногах чёрные, до колена, бриджи. Голову венчает kevenhuller cock — убор, названный так в честь австрийского фельдмаршала Людвига Андреаса фон Кевенхюллера, героя войны за австрийское наследство, скоропостижно скончавшегося в Вене в 1744 году. Такая треуголка считалась последним писком моды среди лондонских щёголей 1746 года.
Таким образом, перед нами семейная пара, всем своим внешним видом подчёркивающая собственный общественный статус и благосостояние, позволяющее им следовать последним предписаниям моды. Кроме того об их финансовых возможностях свидетельствует также хобби мистера Эндрюса: лицензия на охоту выдавалась только владельцам поместий, приносящих доход свыше 100 фунтов. С этим увлечением, возможно, связана одна любопытная деталь. На коленях жены художник, по всей видимости, собирался написать охотничий трофей — фазана или иную дичь, обитавшую в лесах Суффолка.
За спинами супругов Эндрюс изображен дуб, очевидно, призванный олицетворять процветание будущей династии, у истоков которой стоят портретируемые — мистер Эндрюс буквально стоит на корнях дерева. Майкл Розенталь указывает на возможную связь этого мотива с эмблематическим изображением дуба в первой сцене «Модного брака» Хогарта. Впрочем, этот мотив в несколько иной трактовке не раз использовался Гейнсборо в портретах второй половины 40-х — первой половины 50-х годов. Достаточно вспомнить «Автопортрет с женой» (1746—1747), где переплетающиеся на заднем плане дубы, скорее всего, символизируют переплетение судеб молодожёнов, а также «Семейство Грейвнор» (ок. 1752—1754) со схожим мотивом. Отметим в этой связи, что некоторые исследователи склонны обращать внимание на другую деталь портрета четы Эндрюс, а именно на три дерева — два больших и одно маленькое, — изображённых художником у правого края картины. Именно они, по мнению Хэйгенов, и должны были олицетворять надежды супругов на будущее потомство. Как бы там ни было, следует признать, что дерево — довольно прочно укоренившаяся в живописи метафора родового древа. Она нередко встречается в семейный портретах, а также картинах на тему поколений и семейных отношений.
Особое внимание следует обратить на изображённое Гейнсборо поместье. Каждая деталь здесь призвана подчеркнуть прогрессивный характер хозяйства в Обри. Сжатый урожай, изображённый на переднем плане, своим богатством обязан, по всей видимости, использованию хлебной сеялки — революционному изобретению Джетро Талла. Об этом свидетельствуют борозды, оставшиеся на земле. Кроме того, специалист по истории агротехники Хью Принс отмечает в картине такие детали как ровно постриженные живые изгороди из боярышника на среднем плане картины, а также «пятибалочные — нового образца — ворота, ведущие на поле с пасущимися овцами, а сами овцы — размерами и фигурами соответствуют породам, выведенным для вскармливания на турнепсе и искусственных кормах». Роберт Эндрюс, видимо, был действительно не чужд проблемам земледелия: в 1786 году в «Анналах сельского хозяйства» им будет опубликована заметка о головне на пшенице.
Примечательны место и ракурс, избранные Гейнсборо и заказчиком для написания портрета. Как отмечает тот же Принс, «если бы Гейнсборо хотел поместить своих моделей в контекст сельскохозяйственного региона, он мог расположить их на верхушке Бэллигдонского холма, с которого открывается широкая перспектива на пашни и луга, простирающиеся по равнине вплоть до Садбери в трёх милях отсюда. Однако домашняя атмосфера этого семейного портрета, написанного по случаю свадьбы, требовала замкнутого пространства. Избрав это место на возвышенности, взгляд с которой, скользя вдоль покатого склона, достигает линии горизонта, прерываемой лесом, Гейнсборо чётко ограничил собственное поместье молодой пары. Словно приманка для глаза, выглядывающая из рощи башня церкви св. Петра в Садбери [именно здесь молодые люди и были обвенчаны] помещена в пейзаже примерно на границе поместья Обри. Очевидно, художник и его патрон предпочли окаймленный лесом луговой пейзаж неприглядной панораме сельскохозяйственных угодий». Впрочем, выбор места можно объяснить иначе. За спиной Гейнсборо, писавшего портрет молодожёнов, находился их особняк, а значит, художник изобразил открывающийся из его окон вид. Очевидно предназначенный для одной из комнат этого дома портрет, возможно, должен был стать частью излюбленной в XVIII веке забавы — сопоставления написанных живописных видов и естественных пейзажей в раме окна. Очень соблазнительно объяснить такой прагматикой необычайно тщательную, эмпирически верную живопись этого полотна: никогда более Гейнсборо не будет столь скрупулезен в изображении деревьев, трав (взгляните, например, на колосья пшеницы и алый цветок в правом нижнем углу) и овец (так что современные специалисты смогут определить их породу). Однако следует признать уязвимость предложенной нами гипотезы. Во-первых, точка зрения художника не могла совпадать с точкой зрения наблюдателя, стоявшего у окна (существующий по сей день дуб — равно как и весь остальной пейзаж — отстоят от дома много дальше, чем это изображено на картине). Во-вторых, горизонтальный формат и размеры картины (69,8 x 119,4 см) не позволяют сравнивать её с оконным проёмом. В-третьих, формально перед нами всё-таки портрет на фоне пейзажа.
В приведённой выше цитате Хью Принс вслед за некоторыми искусствоведами относит картину Гейнсборо к жанру «conversation piece». Так назывались в Англии жанровые картины, изображающие группы собеседников. Они получили распространение ещё в 1720-е годы и были связаны с именами Уильяма Хогарта, Иоганна Цоффани, Артура Дэвиса.

Нетипичный для разговорного жанра характер портрета четы Эндрюс подчёркивает в своей книге Энн Бермингем:
«В отличие от традиционных садовых декораций, располагающих к естественному поведению, которое основывается на идеале природы, поле на картине актуализирует специфически утилитарное отношение к земле, характеризующее поведение мистера Эндрюса, — отношение экономической выгоды. […] Эндрюс несёт след природы, естественности, но и природа несёт след человека, культивирования».
Отношение портретируемых к развернувшемуся на заднем плане пейзажу стало камнем преткновения в искусствоведческих дискуссиях вокруг этого полотна Гейнсборо. Джон Бергер, английский искусствовед, писатель, автор популярного в начале 1970-х годов цикла телепередач и вышедшей на их материале одноимённой книги «Ways of Seeing», настаивает на потребительском отношении Эндрюс к окружающей их природе: это «видно по их позам и выражениям лиц». С ним не соглашается сэр Лоренс Гоуинг: герои этой картины, по его мнению, пребывают в радостном философском созерцании «великого Принципа… чистого света неиспорченной [uncorrupted], девственной [unperverted] Природы». Бергер приводит эту цитату из Гоуинга как «пример незамысловатости, искажающей предмет истории искусства». Бергер пишет:
«Конечно, вполне возможно, что мистер и миссис Эндрюс пребывают в радостном философском созерцании девственной природы. Но это ни в коем случае не мешает им быть в то же время и гордыми землевладельцами. В большинстве случаев землевладение было условием для подобных философических наслаждений — и это не было редкостью среди джентри. Их наслаждение неиспорченной, девственной природой не распространялось, тем не менее, на природу других людей. Наказанием за воровство была высылка. Если человек крал картофелину, он рисковал публичной поркой, которую назначал судья, землевладелец. Существовали очень строгие имущественные ограничения того, что считалось природным».
На тему сексуального в портрете Гейнсборо современных исследователей наталкивает другая деталь — фазан или иная дичь, которая должна была лежать на коленях миссис Эндрюс. Мелинда Клейман предлагает психоаналитическую интерпретацию. Нагруженная, по её мнению, сексуальными коннотациями, птица (по всей видимости, птица мёртвая — пассивная сексуальность), которая, в итоге, не изображается художником в области женских гениталий, весьма недвусмысленно говорит нам о подсознательном желании художника кастрировать модель: «всё что у неё есть между ног — это пустота. […] Изображая обессилевшего фазана, он мог бы побороть свой перед женскими гениталиями. Но он даже не способен написать мертвую птицу, он бессилен [impotent]». Этим фактом, по мнению Клейман, объясняется нежелание искусствоведов-традиционалистов (к коим принадлежат в основном британские историки искусства) задаваться вопросом, почему Гейнсборо так и не окончил портрет: они бы наверняка «не захотели узнать, что он был женоненавистником или, что хуже, скрытым гомосексуалистом».
Иной сексуальный подтекст вычитывает в картине британский искусствовед и художественный критик Вальдемар Янущак. В одной из передач своего авторского цикла «Every Picture Tells A Story» (Channel 5, 2003/2004) он связывает изображение фазана с мужскими гениталиями.

## Критика
После того, как в 1927 году картина привлекла внимание критиков, она стала любимицей историков искусства. Хотя лорд Дювин получал огромные гонорары за более поздние портреты, критики все больше ценили более мелкие и свежие ранние портреты Гейнсборо.
Кеннет Кларк похвалил картину в книге «Пейзаж как искусство» (1949): «Эта очаровательная работа написана с любовью и мастерством...». Марксистский художественный критик Джон Бёрджер в своей книге «Искусство видеть» (1972) отозвался презрительно: «Они землевладельцы, и их собственническое отношение к тому, что их окружает, заметно в их позе и выражении лиц».